# 笠間市総合公園市民球場
笠間市総合公園市民球場(かさましそうごうこうえんしみんきゅうじょう)は、茨城県笠間市の笠間市総合公園内にある野球場。
2018年に回転式スコアボードから電光掲示板（LED式）に代わっている。
2019年にベースボール・チャレンジ・リーグに加入した茨城アストロプラネッツが、公式戦を開催している。初年度は1試合だったが、2021年は10試合でチームのホームゲーム中最多となった。

## 施設概要
出典
- 面積：16,000 m2
- 内野：クレー舗装 外野：天然芝
- 両翼：95 m、センター距離：120 m
- 収容人員：8,200人 (スタンド3.500人）
- 照明：なし
- スコアボード：電光掲示板
- 内野：土、外野：天然芝
- 駐車場：511台

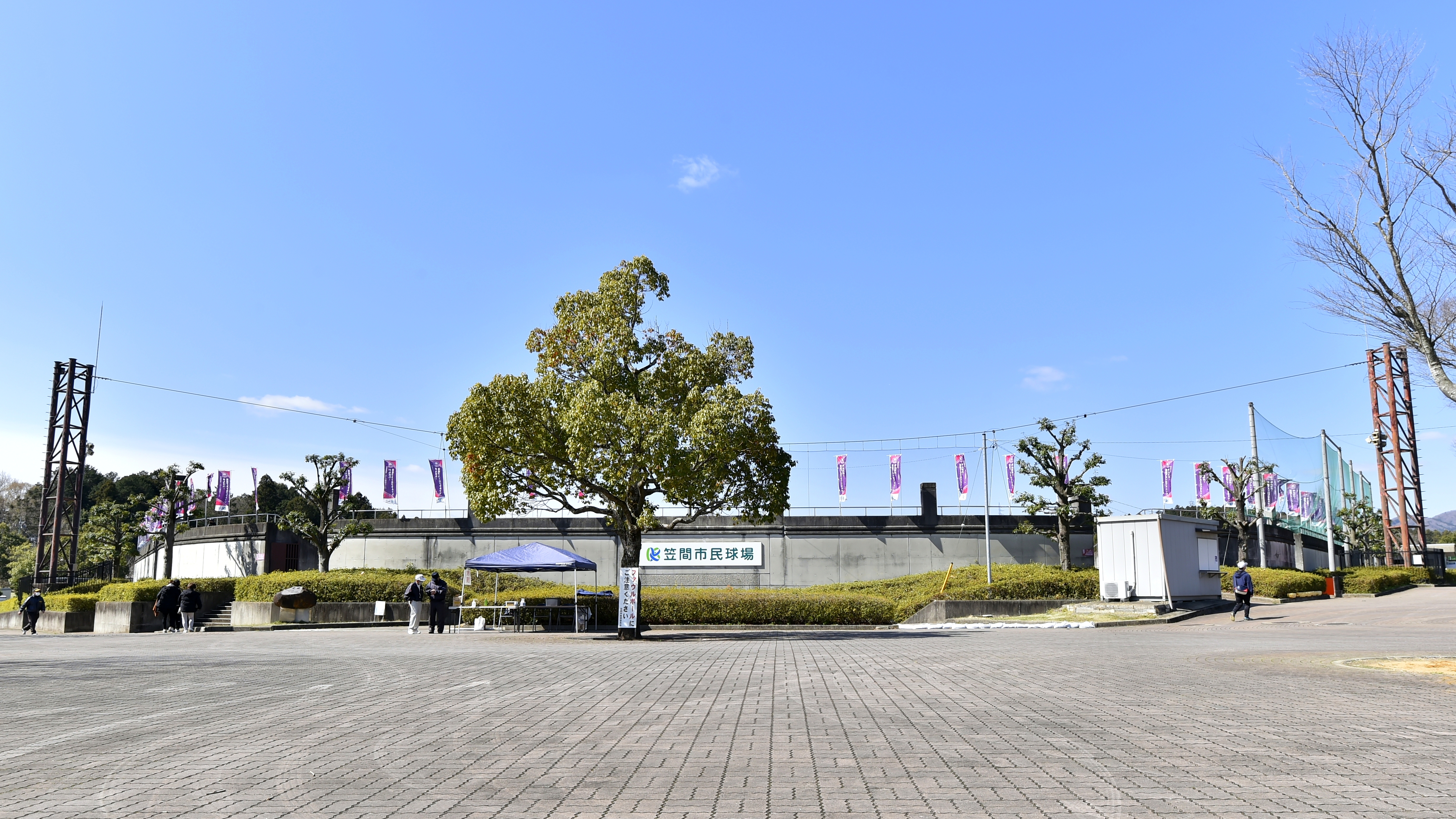
笠間市民球場の外観
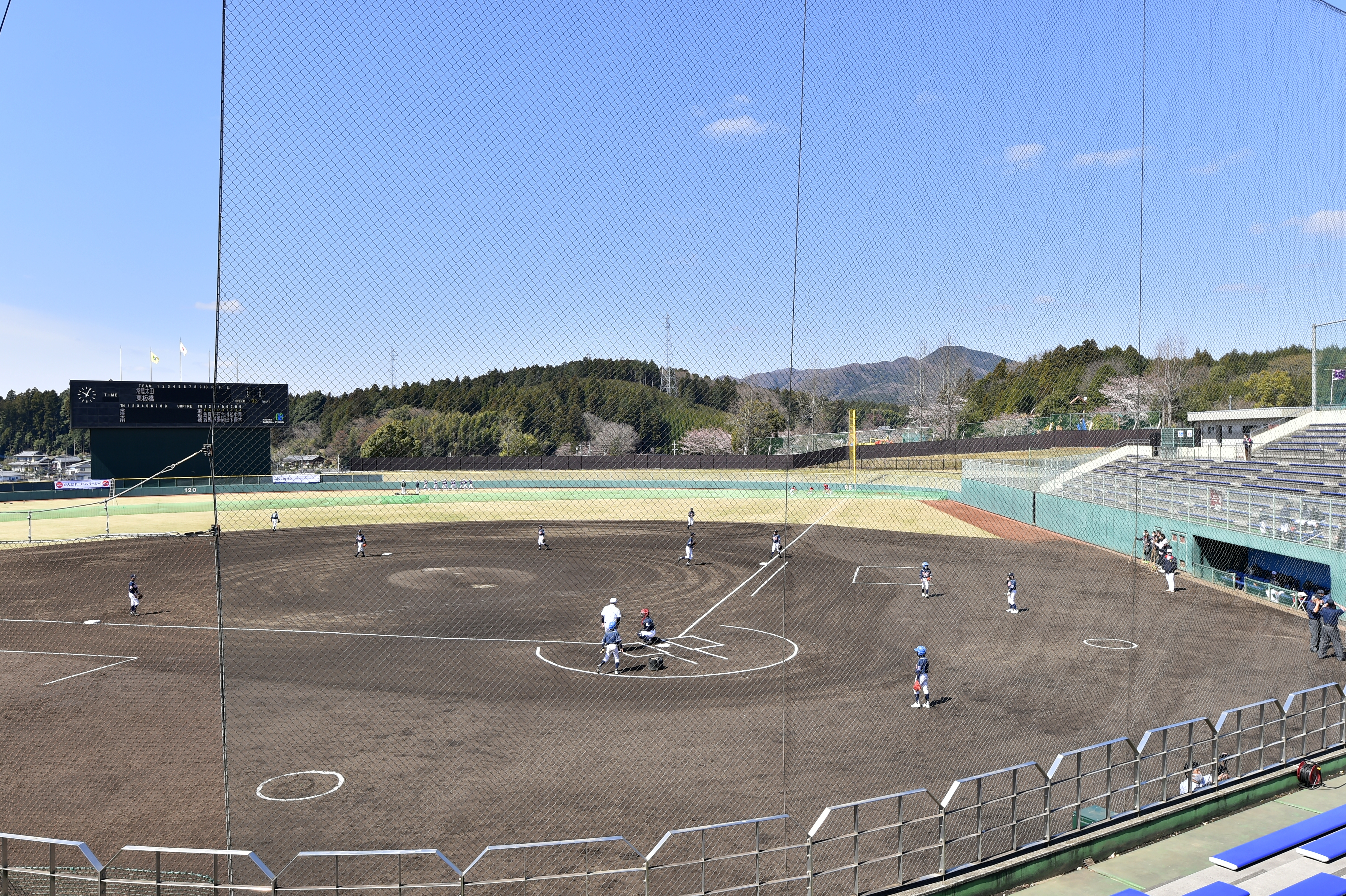
バックネット裏から見た1塁側グラウンド
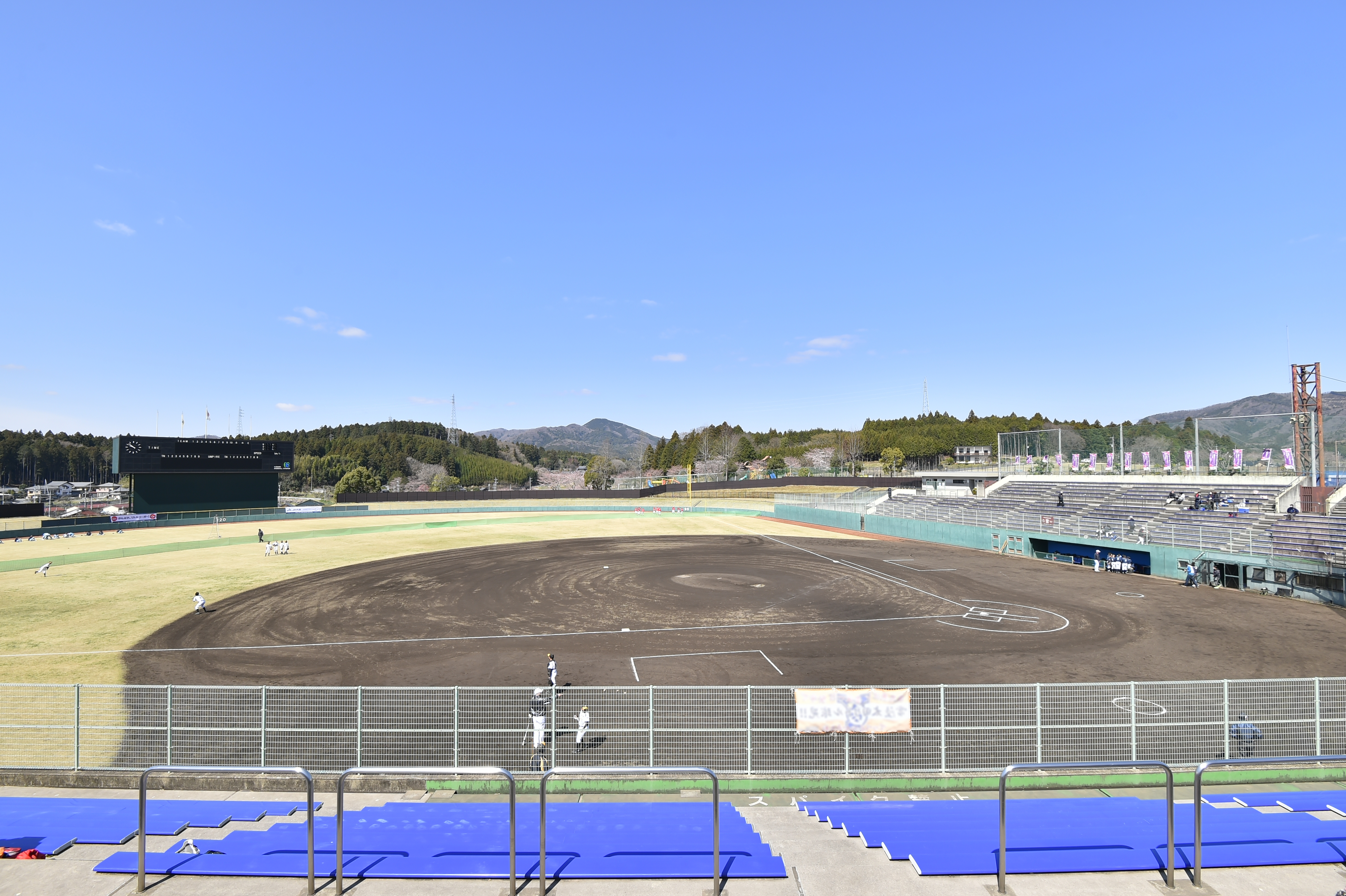
3塁側スタンドから

## アクセス
- 水戸線笠間駅下車、徒歩20分
- 北関東自動車道・友部インターチェンジから車で15分